# Mennato Boffa
Mennato Boffa (Benevento, 23 dicembre 1929 – Napoli, 28 settembre 1996) è stato un pilota automobilistico italiano.
Vinse numerose gare in Italia ed all'estero, principalmente al volante di vetture Maserati Sport. In più occasioni corse con lo pseudonimo Akmall Willy.

## Biografia

### Gli esordi
Nato a Benevento il 23 dicembre 1929, venne dichiarato all'anagrafe solo il 4 gennaio 1930. Si avvicinò al mondo delle corse nel 1938, quando il padre Carmine lo portò con sé a vedere il Gran Premio di Posillipo a Napoli.
Nel 1953 partecipò alle prove ufficiali di una gara in salita, la Catania-Etna. A bordo della sua Fiat 1100 R con cui si era recato per lavoro in Sicilia, ottenne il miglior tempo di classe ma non era soddisfatto del suo ragguaglio confrontato con il crono registrato dal campione italiano Gino De Sanctis, che secondo lui guidava un'analoga vettura.
Dopo due anni scoprì, leggendo Auto Italiana, che De Sanctis era sempre stato al volante di una 1100 elaborata con cui aveva, fra le altre ottime prestazioni, anche stabilito il record sul km lanciato in circa 153 km/h, mentre la sua a stento raggiungeva i 110 km/h.
Il mercoledì precedente il Gran Premio di Posillipo del 1955, acquistò dal padre di Cesare Fiorio una Lancia Aurelia B20 con cui debuttò in pista nell'ambito di una gara sociale. A Posillipo ottenne di gran lunga il giro più veloce in gara, ma collezionò anche un consistente numero di testacoda proprio nella curva da lui più amata, la curva Ascari. Il lunedì seguente controllata l'Aurelia si scoprì che aveva un ammortizzatore posteriore completamente staccato.

### I successi

Targa Florio 1956: ecco in quali condizioni era la B20 di Mennato Boffa subito dopo aver concluso la corsa.

Nel 1956 e nel 1957 corse con la famigerata, per via della pericolosità nell'essere portata al limite, Maserati 1500 Sport. Colse 28 vittorie e non graffiò mai neanche un parafango per un suo errore, pur avendo avuto un tremendo schianto al Giro di Sicilia a causa di un malinteso mentre si apprestava a superare Franco Cortese.
Dopo una breve parentesi da pilota ufficiale Ferrari (corse il Giro di Sicilia ed il Gran Premio di Posillipo del 1957 con la Ferrari 250 Testa Rossa).
Nel 1959 partecipa alla 43ª edizione della Targa Florio, in coppia con Piero Drogo, a bordo di una Maserati A6G; i due si classificarono al quinto posto.
Fu alla guida dei bolidi del Tridente dal 1958 fino al 1961 ed in occasione del suo ritorno nell'anno 1964. Dapprima pilotò una datata A6GCS, poi passò al volante di una nuovissima Bird Cage, sempre di 2000 cc.
Si aggiudicò il Campionato Italiano Sport nel 1960-1961 e poi dopo 3 anni di stop, al rientro sporadico nel 1964. Per essere più precisi anche nel 1958 per numero di punti conquistati, avrebbe dovuto essere lui il Campione Italiano ma non raggiunse il minimo di gare da disputare e così il titolo andò a Tedeschi.
Nel 1960 giunse terzo nel Campionato Europeo della Montagna e nel 1961 fu Vice Campione Europeo dietro le Porsche Sport, imbattibili su fondi misti e dissestati. Nel 1961 disputò anche tre gare, seppur non valide per il campionato mondiale, in Formula 1 alla guida della Cooper Climax 1500 cc con cui anni prima, Jack Brabham si era aggiudicato il Mondiale.
Partì in prima fila al G.P. di Vienna, giungendo poi quinto al traguardo, si classificò nono al GP di Siracusa, mentre problemi alla vettura lo afflissero al suo amato G.P. di Posillipo. La vettura fu spedita in Inghilterra e da lì avrebbe fatto ritorno molto tempo dopo a causa di problemi con l'azienda incaricata della riparazione. Poco dopo si iscrisse al Gran Premio d'Italia, ma non vi prese parte.

### Il ritorno
Mennato Boffa nel 1979 tornò a cimentarsi in pista ed in salita. Alla guida della Ritmo 1150 cc Gr.2 colse numerosissime affermazioni in salita ed in circuito. Partecipò pure ad alcune gare con l'Osella 2000 BMW, con la quale ottenne anche buoni risultati tra il 1979 ed il 1980.
Per poter essere competitivi bisognava provare tantissimo e poter disporre del pieno supporto di un team prestigioso. Boffa non poté dedicarsi a tempo pieno all'automobilismo perché si occupava della conduzione della sua azienda nel campo degli autoricambi. È morto a Napoli il 28 settembre 1996.